# گل تپه‌سی
گل تپه سی مربوط به عصر آهن است و در شهرستان کوثر، بخش مرکزی، دهستان سنجبد غربی، روستای پردسکو واقع شده و این اثر در تاریخ ۳۰ بهمن ۱۳۸۶ با شمارهٔ ثبت ۲۱۰۵۰ به‌عنوان یکی از آثار ملی ایران به ثبت رسیده است.